# Erycibe
Erycibe es un género con 102 especies de plantas con flores perteneciente a la familia de las convolvuláceas. 

## Especies seleccionadas
- Erycibe acutifolia Hayata
- Erycibe albida Prain
- Erycibe albiflora Hallier f.
- Erycibe aenea Prain
- Erycibe angulata Prain
- Erycibe angustifolia Hallier f.
- Erycibe bachmaensis Gagnep.
- Erycibe beccariana Hoogland
- Erycibe clemensae Ooststr.
- Erycibe grandiflora Adelb. & Hoogland[1]

## Sinonimia
- Fissipetalum Merr.